# Ото III (Ритберг)
Вижте пояснителната страница за други личности с името Ото III.
Ото III фон Ритберг (на немски: Otto III von Rietberg; * ок. 1470; † 18 декември 1535) е от 1516 до 1535 г. граф на Ритберг.

## Биография
Той е най-възрастният син на граф Йохан I фон Ритберг († 1516) и съпругата му Маргарета фон Липе († 1527), дъщеря на Бернхард VII фон Липе и графиня Анна фон Холщайн-Шауенбург.
Ото III умира на 18 декември 1535 г. и е погребан като последният граф на Ритберг в манастир Мариенфелд.

## Фамилия
Ото III се жени два пъти.
Първи брак: преди 1515 г. с графиня Анна Елизабет фон Сайн (* 1494; † 16 януари 1523), дъщеря на граф Герхард III фон Сайн (1454 – 1506) и Йохана фон Вид (1480 – 1529). Те имат пет деца:
- Ото IV (ok. 1510 – 1552), граф на Ритберг (1535 – 1552), женен за пфалцграфиня Катарина фон Пфалц-Цвайбрюкен (1510 – 1542), дъщеря на пфалцграф Александер фон Пфалц-Цвайбрюкен и Маргарета фон Хоенлое-Нойенщайн, умира бездетен
- Йохана († 25 юни 1578), абатиса в Метелен и дехантка в Херфорд
- Урсула, омъжена на 4 март 1538 г. за фрайхер Филип I фон Винебург-Байлщайн († 1583), зестра 6000 златни гулдена
- Ермгард († 17 септември 1579), абатиса на Фреден и Метелен
- Конрад († пр. 1523))

Втори брак: на 26 септември 1526 г. с Онна (Анна) Омкен фон Есенс (* ок. 1500; † сл. декември 1559), дъщеря на Херо Оомкен Млади († 1522), вожд на Източна Фризия, и Армгард фон Олденбург, дъщеря на граф Герхард Смели. Те имат две деца:
- Йохан II (ок. 1530 – 1562), граф на Ритберг (1541 – 1562), последният граф от фамилията Ритберг, женен 1552 г. за Агнес фон Бентхайм-Щайнфурт (1531 – 1589), дъщеря на граф Арнолд II фон Бентхайм-Щайнфурт и Валбурга фон Бредероде-Нойенар
- Фридрих

Ото III има една извънбрачна дъщеря с Юта, която се омъжва по-късно за Йохан фон Вилен, сенешал на графство Ритберг:
- Анна